# Ланкаватара сутра

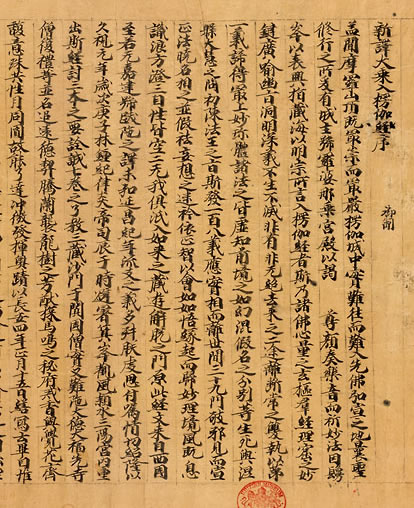
Первая страница китайской версии сутры

Ланкаватара сутра, Ланка-аватара-сутра (санскр.: लंकावतारसूत्र, IAST: laṅkāvatārasūtra; кит. упр. 入楞伽經, палл. жу лэнцзя цзин) — букв. «Сутра явления [Благого Закона] на Ланке», одна из наиболее почитаемых и священных сутр буддизма Махаяны. Традиционно считается, что эта сутра содержит слова самого Будды, некогда явившегося на острове Ланка после пребывания во дворце царя морских нагов.
Наиболее полный из изданных на сегодня санскр. текст «Ланкаватара сутры» состоит из 10 глав. В первой главе Будда отвечает на вопросы ракшаса Раваны, во второй-восьмой главах — на вопросы бодхисаттвы-махасаттвы Махамати, девятая глава посвящена дхарани, глава десятая представляет собою собрание гатх, послуживших, в частности, основой для глав предыдущих.
«Ланкаватара сутра» признаётся основополагающим сочинением школы Чань/Дзэн, однако почитается и в других школах Махаяны, включая тибетский и дальневосточный буддизм.
В сутре утверждается свойственная Йогачаре первичность сознания, а также объясняется путь достижения Пробуждения посредством йогических практик, заключающихся в успокоении ума и очищении его от васан и источников омрачений.
Из этой сутры выводят важное положение буддизма Махаяны о трёх телах Будды — дхармакая, самбхогакая и нирманакая.

## Отрывки из текста первой главы сутры

### I
Ом! Приветствие Трём Драгоценностям! Приветствие всем буддам и сопровождающим их бодхисаттвам!
Вот тщательно записанная Ланкаватара [сутра],
в коей Властелин Дхармы наставляет о бессущностности дхарм.
Так я слышал.
Однажды Благодатный предстал собранию на Ланке посреди великого океана на вершине горы Малайя, украшенной разного рода драгоценными каменьями и цветами. Великое множество бхикшу собралось там, а также — бодхисаттв, прибывших из разных земель Будды вместе с бодхисаттвой Махамати, бодхисаттв-махасаттв, безупречно овладевших множеством различных самадхи, самообладанием, особыми силами и беспредельным осознанием, удостоенных помазания и посвящения руками всех будд, в совершенстве осознавших воспринимаемый мир как проявление собственного ума, познавших, как применять [всевозможные] средства, учения и наставнические методы согласно различным складам ума и типам поведения разных существ, [а также исчерпывающе сведущих в] пяти дхармах, [трёх] свабхавах, [шести] виджнянах и достигших бессамостности и не-двойственности.
Таким образом, Благодатный, от встречи во дворце царя морских нагов, [продолжавшейся] в течение семи дней, освободившийся и многими[, в том числе] Шакрой и Брахмой, [а также] сонмом непорочных нагинь, вышедших [его] приветствовать, сопровождаемый, восшёл на ланкийскую гору Малайя и, взирая вниз, улыбнулся и молвил:
— Некогда у татхагат прошлого, являющихся архатами и совершеннопробуждёнными, это же было темой бесед здесь, на острове Ланка на горной вершине Малайя, — внутреннее благородное знание, недоступное рассудочному знанию тиртхьев, а равно и [несовершенному] осознанию шраваков и пратьекабудд. [Ныне] я вновь, теперь [уже] для блага Раваны, повелителя якшей, дам наставления об этой Истине.
По благоволению Татхагаты услышал [его] Равана, Повелитель ракшасов. Действительно, Благодатный, окружённый несметным сонмом непорочных нагинь, [средь коих были] Шакра и Брахма, вышел из дворца царя морских нагов и, глядя на волны [земного] океана, прозревал океан Алая-виджняны с волнами развивающихся виджнян, вздымаемыми ветрами чувственного восприятия в умах собравшихся. В то время как он стоял там, [Равана возгласил]:
— Пойду и настойчиво приглашу Благодатного посетить Ланку. Возможно, он воспользуется этой долгой ночью, дабы свершить благое [деяние] и облагодетельствовать богов и людей.
Вслед за этим повелитель ракшасов Равана, едущий вместе со своими слугами в украшенной цветами вимане, воспарил [на ней] к Благодатному. Приблизившись к нему, Равана и его слуги вышли из виманы. Трижды обходя Благодатного слева направо, они играли на турьях и тадавачарах, извлекая звуки жезлом, [изготовленным] из наилучшего сапфира, и на винах, инкрустированных бериллом и кораллами и подвешенных на [лентах из] драгоценной ткани, желтовато-белой [как] приянгу, и пели с различными нотами, такими как сахаршья, ршабха, гандхара, дхайвата, нишада, мадхьяма и кайшика, мелодично организованными в грама, мурчана и им подобные [гармонические строи], а голоса [их], сопровождаемые винами, неизменно сплетались с метром гатха.

### II
И тут Правитель Ланки обрёл пробуждение, пережив преображение-паравритти и, постигнув всё [как] видящееся уму, утвердился в применении не-различения. В силу накопленных в прошлом заслуг обрёл он знание всех наук, совершенную удовлетворённость, глубочайшую просветлённость, истинное ви’дение, [способность] не зависеть от других, [умение] правильно успокаивать собственный ум, [обрёл] учение, не основанное на рассудочных суждениях, перестал быть зависимым от других, стал йогином, постигшим высшую йогу, обрёл способность принимать любую форму, овладел всеми искусными средствами, познал отличительные особенности каждого из уровней [совершенствования] и стал способен превзойти любой из них, насладился проникновением в самосущую природу читты-ума, манаса-мысли, виджняны мышления, обрёл ви’дение, посредством коего смог избавить себя от пребывания в трёх мирах, овладел способностью опровергать любые доводы тиртхьев, всецело постиг Лоно Татхагат, уровень будды, внутреннее выявление, стяжал совершенную мудрость. [И вдруг] раздался глас с небес, возвестивший ему:
— Это [всё] надлежит познать [тебе] самому.